# Нордербраруп
Нордербраруп (нем. Norderbrarup) — община в Германии, в земле Шлезвиг-Гольштейн. 
Входит в состав района Шлезвиг-Фленсбург. Подчиняется управлению Зюдербраруп.  Население составляет 648 человек (на 31 декабря 2010 года). Занимает площадь 3,98 км².